# Clovia plenipennis
Clovia plenipennis är en insektsart som först beskrevs av Walker 1870.  Clovia plenipennis ingår i släktet Clovia och familjen spottstritar. Inga underarter finns listade i Catalogue of Life.